# إيرم آلتوغ
إِيرم آلتوغ (بالتركية: İrem Altuğ)‏ (من مواليد 15 سبتمبر 1980 بمدينة إسطنبول) هي ممثلة تركية، شاركت في تمثيل العديد من المسلسلات، أهمها المسلسل التركي سنوات الضياع بدور فريدة.

## وصلات خارجية
- إيرم آلتوغ على موقع IMDb (الإنجليزية)
- إيرم آلتوغ على موقع ألو سيني (الفرنسية)
- إيرم آلتوغ على موقع قاعدة بيانات الفيلم (الإنجليزية)
- إيرم آلتوغ على موقع كينوبويسك (الروسية)